# Lijst van biopics
Dit is een (incomplete) lijst van biopics:
Biografische documentaires worden hier niet in opgenomen. Docudrama's zijn wel toegestaan.

## Voor 1950
| Film                                                  | Onderwerp(en)                                   | Hoofdrol(len)                                       | Jaar |
| ----------------------------------------------------- | ----------------------------------------------- | --------------------------------------------------- | ---- |
| Jeanne d'Arc                                          | Jeanne d'Arc                                    | Jeanne Calvière                                     | 1900 |
| Edgar Allan Poe                                       | Edgar Allan Poe en Virginia Poe                 | Herbert Yost en Linda Arvidson                      | 1909 |
| Cleopatra                                             | Cleopatra VII                                   | Helen Gardner                                       | 1912 |
| From the Manger to the Cross                          | Jezus                                           | Robert Henderson-Bland en Percy Dyer                | 1912 |
| The Raven                                             | Edgar Allan Poe                                 | Henry B. Walthall                                   | 1915 |
| Joan the Woman                                        | Jeanne d'Arc                                    | Geraldine Farrar                                    | 1916 |
| Cleopatra                                             | Cleopatra VII                                   | Theda Bara                                          | 1917 |
| Lucrezia Borgia                                       | Borgia-geslacht                                 | Conrad Veidt, Liane Haid en Albert Bassermann       | 1922 |
| The Passion of Joan of Arc                            | Jeanne d'Arc                                    | Maria Falconetti                                    | 1928 |
| Cagliostro - Liebe und Leben eines großen Abenteurers | Cagliostro                                      | Hans Stüwe                                          | 1929 |
| La Merveilleuse Vie de Jeanne d'Arc                   | Jeanne d'Arc                                    | Simone Genevois                                     | 1929 |
| Abraham Lincoln                                       | Abraham Lincoln                                 | Walter Huston                                       | 1930 |
| Mata Hari                                             | Mata Hari                                       | Greta Garbo                                         | 1931 |
| The Barretts of Wimpole Street                        | Elizabeth Barrett en Robert Browning            | Norma Shearer en Fredric March                      | 1934 |
| Cleopatra                                             | Cleopatra VII                                   | Claudette Colbert                                   | 1934 |
| The Story of Louis Pasteur                            | Louis Pasteur                                   | Paul Muni                                           | 1935 |
| The Great Ziegfeld                                    | Florenz Ziegfeld                                | William Powell                                      | 1936 |
| Mayerling                                             | Rudolf van Oostenrijk en Marie von Vetsera      | Charles Boyer en Danielle Darrieux                  | 1936 |
| Rembrandt                                             | Rembrandt van Rijn en Hendrickje Stoffels       | Charles Laughton en Elsa Lanchester                 | 1936 |
| The White Angel                                       | Florence Nightingale                            | Kay Francis                                         | 1936 |
| The Life of Emile Zola                                | Émile Zola                                      | Paul Muni                                           | 1937 |
| Parnell                                               | Charles Stewart Parnell                         | Clark Gable                                         | 1937 |
| Victoria the Great                                    | Victoria van het Verenigd Koninkrijk            | Anna Neagle                                         | 1937 |
| Sixty Glorious Years                                  | Victoria                                        | Anna Neagle                                         | 1938 |
| Marie Antoinette                                      | Marie Antoinette                                | Norma Shearer                                       | 1938 |
| Alexander Nevsky                                      | Alexander Nevski                                | Nikolai Cherkasov                                   | 1938 |
| Juarez                                                | Benito Juárez                                   | Paul Muni                                           | 1939 |
| The Story of Vernon and Irene Castle                  | Vernon en Irene Castle                          | Fred Astaire en Ginger Rogers                       | 1939 |
| Abe Lincoln in Illinois                               | Abraham Lincoln                                 | Raymond Massey                                      | 1940 |
| Knute Rockne, All American                            | Knute Rockne                                    | Pat O'Brien                                         | 1940 |
| Lillian Russell                                       | Lillian Russell                                 | Alice Faye                                          | 1940 |
| De Mayerling à Sarajevo                               | Frans Ferdinand en Sophie Chotek                | John Lodge en Edwige Feuillère                      | 1940 |
| Rembrandt                                             | Rembrandt van Rijn                              | Guus Verstraete sr.                                 | 1940 |
| Sergeant York                                         | Alvin York                                      | Gary Cooper                                         | 1941 |
| The Loves of Edgar Allan Poe                          | Edgar Allan Poe, Elmira Royster, Virginia Clemm | Shepperd Strudwick, Virginia Gilmore, Linda Darnell | 1942 |
| The Pride of the Yankees                              | Lou Gehrig                                      | Gary Cooper                                         | 1942 |
| Rembrandt                                             | Rembrandt van Rijn                              | Ewald Balser                                        | 1942 |
| Yankee Doodle Dandy                                   | George M. Cohan                                 | James Cagney                                        | 1942 |
| Ivan de Verschrikkelijke, deel 1                      | Ivan IV van Rusland                             | Nikolai Cherkasov                                   | 1944 |
| Caesar and Cleopatra                                  | Julius Caesar en Cleopatra VII                  | Claude Rains en Vivien Leigh                        | 1945 |
| Night and Day                                         | Cole Porter                                     | Cary Grant                                          | 1946 |
| Anna and the King of Siam                             | Anna Leonowens en koning Mongkut                | Irene Dunne en Rex Harrison                         | 1946 |
| Joan of Arc                                           | Jeanne d'Arc                                    | Ingrid Bergman                                      | 1948 |

## 1950-1969
| Film                                             | Onderwerp(en)                                                         | Hoofdrol(len)                                    | Jaar |
| ------------------------------------------------ | --------------------------------------------------------------------- | ------------------------------------------------ | ---- |
| Genghis Khan                                     | Dzjengis Khan                                                         | Manuel Conde                                     | 1950 |
| Julius Caesar                                    | Julius Caesar en Marcus Antonius                                      | Harold Tasker en Charlton Heston                 | 1950 |
| Messalina                                        | Valeria Messalina                                                     | María Félix                                      | 1951 |
| The Lady with a Lamp                             | Florence Nightingale                                                  | Anna Neagle                                      | 1951 |
| Maria Theresia                                   | Maria Theresia van Oostenrijk                                         | Paula Wessely                                    | 1951 |
| Franz Schubert - Ein Unvollendetes Leben         | Franz Schubert                                                        | Heinrich Schweiger                               | 1953 |
| The Glenn Miller Story                           | Glenn Miller                                                          | James Stewart                                    | 1953 |
| Julius Caesar                                    | Marcus Antonius en Julius Caesar                                      | Marlon Brando en Louis Calhern                   | 1953 |
| Lucrèce Borgia                                   | Lucrezia Borgia                                                       | Martine Carol                                    | 1953 |
| Attila                                           | Attila de Hun                                                         | Anthony Quinn                                    | 1954 |
| Viva Zapata!                                     | Emiliano Zapata                                                       | Marlon Brando                                    | 1954 |
| Raspoutine                                       | Grigori Raspoetin                                                     | Pierre Brasseur                                  | 1954 |
| La reine Margot                                  | Margaretha van Valois                                                 | Jeanne Moreau                                    | 1954 |
| Sissi                                            | Elisabeth van Oostenrijk en Hongarije en Frans Jozef I van Oostenrijk | Romy Schneider en Karlheinz Böhm                 | 1955 |
| The Girl in the Red Velvet Swing                 | Evelyn Nesbit                                                         | Joan Collins                                     | 1955 |
| That Lady                                        | Ana de Mendoza en Filips II van Spanje                                | Olivia de Havilland en Paul Scofield             | 1955 |
| Sissi – De jonge keizerin                        | Elisabeth van Oostenrijk en Hongarije en Frans Jozef I van Oostenrijk | Romy Schneider en Karlheinz Böhm                 | 1956 |
| Lust for Life                                    | Vincent van Gogh                                                      | Kirk Douglas                                     | 1956 |
| Alexander the Great                              | Alexander de Grote                                                    | Richard Burton                                   | 1956 |
| Saint Joan                                       | Jeanne d'Arc                                                          | Jean Seberg                                      | 1957 |
| De Vliegende Hollander                           | Anthony Fokker                                                        | Ton Kuyl                                         | 1957 |
| Sissi – De woelige jaren                         | Elisabeth van Oostenrijk en Hongarije en Frans Jozef I van Oostenrijk | Romy Schneider en Karlheinz Böhm                 | 1957 |
| Carve Her Name with Pride                        | Violette Bushell-Szabo                                                | Virginia McKenna                                 | 1958 |
| Ivan de Verschrikkelijke, deel 2                 | Ivan IV van Rusland                                                   | Nikolai Cherkasov                                | 1958 |
| The Nights of Lucretia Borgia                    | Lucrezia Borgia                                                       | Belinda Lee                                      | 1959 |
| La Congiura dei Borgia                           | Lucrezia Borgia                                                       | Constance Smith                                  | 1959 |
| The Diary of Anne Frank                          | Anne Frank                                                            | Millie Perkins                                   | 1959 |
| Sunrise at Campobello                            | Franklin D. Roosevelt                                                 | Ralph Bellamy                                    | 1960 |
| Messalina Venere Imperatrice                     | Valeria Messalina                                                     | Belinda Lee                                      | 1960 |
| Spartacus                                        | Spartacus                                                             | Kirk Douglas                                     | 1960 |
| Austerlitz                                       | Napoleon Bonaparte                                                    | Pierre Mondy                                     | 1960 |
| Costantino il Grande                             | Constantijn de Grote                                                  | Cornel Wilde                                     | 1961 |
| King of Kings                                    | Jezus                                                                 | Jeffrey Hunter                                   | 1961 |
| Nefertiti, regina del Nilo                       | Nefertiti                                                             | Jeanne Crain                                     | 1961 |
| Hitler                                           | Adolf Hitler                                                          | Richard Basehart                                 | 1962 |
| Lawrence of Arabia                               | T.E. Lawrence                                                         | Peter O'Toole                                    | 1962 |
| Procès de Jeanne d'Arc                           | Jeanne d'Arc                                                          | Florence Delay                                   | 1962 |
| The Miracle Worker                               | Anne Sullivan en Helen Keller                                         | Anne Bancroft en Patty Duke                      | 1962 |
| Vie privée                                       | Jill (gebaseerd op Brigitte Bardot)                                   | Brigitte Bardot                                  | 1962 |
| Cleopatra                                        | Cleopatra VII, Julius Caesar en Marcus Antonius                       | Elizabeth Taylor, Rex Harrison en Richard Burton | 1963 |
| Het evangelie volgens Matteüs                    | Jezus Christus                                                        | Enrique Irazoqui en Enrico Maria Salerno (stem)  | 1964 |
| The Debussy Film                                 | Claude Debussy                                                        | Oliver Reed                                      | 1965 |
| Genghis Khan                                     | Genghis Khan                                                          | Omar Sharif                                      | 1965 |
| Andrey Rublev                                    | Andrej Roebljov                                                       | Anatoliy Solonitsyn                              | 1966 |
| Born Free                                        | Joy en George Adamson                                                 | Virginia McKenna en Bill Travers                 | 1966 |
| Isadora Duncan - The Biggest Dancer in the World | Isadora Duncan                                                        | Vivian Pickles                                   | 1966 |
| Bonnie and Clyde                                 | Clyde Barrow en Bonnie Parker                                         | Warren Beatty en Faye Dunaway                    | 1967 |
| Cervantes                                        | Miguel de Cervantes                                                   | Horst Buchholz                                   | 1967 |
| Funny Girl                                       | Fanny Brice                                                           | Barbra Streisand                                 | 1968 |
| Isadora                                          | Isadora Duncan                                                        | Vanessa Redgrave                                 | 1968 |
| Mayerling                                        | Rudolf van Oostenrijk en Marie von Vetsera                            | Omar Sharif en Catherine Deneuve                 | 1968 |
| Beatrice Cenci                                   | Beatrice Cenci                                                        | Adrienne La Russa                                | 1969 |
| De Sade                                          | Markies de Sade                                                       | Keir Dullea                                      | 1969 |

## 1970-1989
| Film                                           | Onderwerp(en)                                                                             | Hoofdrol(len)                                            | Jaar |
| ---------------------------------------------- | ----------------------------------------------------------------------------------------- | -------------------------------------------------------- | ---- |
| The Bloody Judge                               | Lord George Jeffreys                                                                      | Christopher Lee                                          | 1970 |
| Julius Caesar                                  | Julius Caesar en Marcus Antonius                                                          | John Gielgud en Charlton Heston                          | 1970 |
| Patton                                         | George Patton                                                                             | George C. Scott                                          | 1970 |
| The Devils                                     | Urbain Grandier                                                                           | Oliver Reed                                              | 1971 |
| Evel Knievel                                   | Evel Knievel                                                                              | George Hamilton                                          | 1971 |
| Nicholas and Alexandra                         | Nicolaas II van Rusland en Alexandra Fjodorovna                                           | Michael Jayston en Janet Suzman                          | 1971 |
| The Assassination of Trotsky                   | Leon Trotski                                                                              | Richard Burton                                           | 1972 |
| Badlands                                       | Kit Carruthers en Holly Sargis (gebaseerd op Charles Starkweather en Caril Ann Fugate)    | Martin Sheen en Sissy Spacek                             | 1973 |
| Hitler: The Last Ten Days                      | Adolf Hitler                                                                              | Alec Guinness                                            | 1973 |
| Ludwig                                         | Lodewijk II van Beieren                                                                   | Helmut Berger                                            | 1973 |
| Bruce Lee: A Dragon Story                      | Bruce Lee                                                                                 | Bruce Li                                                 | 1974 |
| Lenny                                          | Lenny Bruce                                                                               | Dustin Hoffman                                           | 1974 |
| Serpico                                        | Francisco Serpico                                                                         | Al Pacino                                                | 1973 |
| Cagliostro                                     | Cagliostro                                                                                | Bekim Fehmiu                                             | 1975 |
| L'Histoire d'Adèle H.                          | Adèle Hugo                                                                                | Isabelle Adjani                                          | 1975 |
| The Legend of Lizzie Borden                    | Lizzie Borden                                                                             | Elizabeth Montgomery                                     | 1975 |
| Fellini's Casanova                             | Giacomo Casanova                                                                          | Donald Sutherland                                        | 1976 |
| Amelia Earhart                                 | Amelia Earhart                                                                            | Susan Clark                                              | 1976 |
| Bruce Lee and I                                | Bruce Lee en Betty Ting Pei                                                               | Danny Lee en Betty Ting                                  | 1976 |
| Bruce Lee: The Man, The Myth                   | Bruce Lee                                                                                 | Bruce Li                                                 | 1976 |
| Goodbye, Norma Jean                            | Norma Jean Baker (Marilyn Monroe)                                                         | Misty Rowe                                               | 1976 |
| James Dean                                     | James Dean en William Bast                                                                | Stephen McHattie en Michael Brandon                      | 1976 |
| The Message: The Story of Islam                | Hamza ibn Abd al-Muttalib en Mohammed                                                     | Anthony Quinn                                            | 1976 |
| Il Messia                                      | Jezus Christus                                                                            | Pier Maria Rossi                                         | 1976 |
| Salon Kitty                                    | Kitty Kellermann en Helmut Wallenberg (gebaseerd op Kitty Schmidt en Walter Schellenberg) | Ingrid Thulin en Helmut Berger                           | 1976 |
| Vizi privati, pubbliche virtù                  | Rudolf van Oostenrijk en Marie von Vetsera                                                | Lajos Balázsovits en Teresa Ann Savoy                    | 1976 |
| W.C. Fields and Me                             | W.C. Fields                                                                               | Rod Steiger                                              | 1976 |
| Al di là del Bene e del Male                   | Friedrich Nietzsche, Paul Rée, Lou Andreas-Salomé                                         | Erland Josephson, Robert Powell, Dominique Sanda         | 1977 |
| Soldaat van Oranje                             | Erik Lanshof (gebaseerd op Erik Hazelhoff Roelfzema)                                      | Rutger Hauer                                             | 1977 |
| The Buddy Holly Story                          | Buddy Holly                                                                               | Gary Busey                                               | 1978 |
| Midnight Express                               | Billy Hayes                                                                               | Brad Davis                                               | 1978 |
| Heilige Jeanne                                 | Jeanne d'Arc                                                                              | Josine van Dalsum                                        | 1978 |
| Caligula                                       | Keizer Caligula                                                                           | Malcolm McDowell                                         | 1979 |
| Escape from Alcatraz                           | Frank Morris                                                                              | Clint Eastwood                                           | 1979 |
| Jesus (docudrama)                              | Jezus                                                                                     | Brian Deacon                                             | 1979 |
| Julius Caesar                                  | Julius Caesar, Brutus en Marcus Antonius                                                  | Charles Gray, Richard Pasco en Keith Michell             | 1979 |
| Killer Nun                                     | Zuster Gertrude (gebaseerd op Cécile Bombeek)                                             | Anita Ekberg                                             | 1979 |
| Les soeurs Brontë                              | Gezusters Brontë                                                                          | Isabelle Adjani, Marie-France Pisier en Isabelle Huppert | 1979 |
| Bogie                                          | Humphrey Bogart                                                                           | Kevin O'Connor                                           | 1980 |
| Coal Miner's Daughter                          | Loretta Lynn                                                                              | Sissy Spacek                                             | 1980 |
| Heart Beat                                     | Jack Kerouac, Neal Cassady, Carolyn Cassady                                               | John Heard, Nick Nolte, Sissy Spacek                     | 1980 |
| Raging Bull                                    | Jake LaMotta                                                                              | Robert De Niro                                           | 1980 |
| The Elephant Man                               | Joseph Merrick en Frederick Treves                                                        | John Hurt en Anthony Hopkins                             | 1980 |
| Maria Theresia (miniserie)                     | Maria Theresia van Oostenrijk                                                             | Marianne Schönauer                                       | 1980 |
| The Diary of Anne Frank                        | Anne Frank                                                                                | Melissa Gilbert                                          | 1980 |
| Antony & Cleopatra                             | Marcus Antonius, Cleopatra VII en Caesar Octavius                                         | Colin Blakely, Jane Lapotaire en Ian Charleson           | 1981 |
| Chanel Solitaire                               | Coco Chanel                                                                               | Marie-France Pisier                                      | 1981 |
| Christiane F. - Wir Kinder vom Bahnhof Zoo     | Christiane Felscherinow                                                                   | Natja Brunckhorst                                        | 1981 |
| Lion of the Desert                             | Omar Mukhtar                                                                              | Anthony Quinn                                            | 1981 |
| Het Meisje met het Rode Haar                   | Hannie Schaft                                                                             | Renée Soutendijk                                         | 1981 |
| Mommie Dearest                                 | Joan Crawford en Christina Crawford                                                       | Faye Dunaway en Diana Scarwid                            | 1981 |
| Reds                                           | John Reed                                                                                 | Warren Beatty                                            | 1981 |
| Egon Schiele- Exzesse                          | Egon Schiele                                                                              | Mathieu Carrière                                         | 1981 |
| Charlotte                                      | Charlotte Salomon                                                                         | Birgit Doll                                              | 1981 |
| Evita Peron                                    | Evita Perón                                                                               | Faye Dunaway                                             | 1981 |
| Antonieta                                      | Antonieta Rivas Mercado                                                                   | Isabelle Adjani en Hanna Schygulla                       | 1982 |
| Ein Stück Himmel (miniserie)                   | Janina David                                                                              | Dana Vávrová                                             | 1982 |
| Frances                                        | Frances Farmer                                                                            | Jessica Lange                                            | 1982 |
| Fünf Letzte Tage                               | Sophie Scholl en Else Gebel                                                               | Lena Stolze en Irm Hermann                               | 1982 |
| Gandhi                                         | Mahatma Gandhi                                                                            | Ben Kingsley                                             | 1982 |
| Inside the Third Reich                         | Albert Speer                                                                              | Rutger Hauer                                             | 1982 |
| Mae West                                       | Mae West                                                                                  | Ann Jillian                                              | 1982 |
| Marco Polo (miniserie)                         | Marco Polo                                                                                | Ken Marshall                                             | 1982 |
| A Woman Called Golda                           | Golda Meir                                                                                | Ingrid Bergman                                           | 1982 |
| Die weiße Rose                                 | Sophie en Hans Scholl / Die weiße Rose                                                    | Lena Stolze en Wulf Kessler                              | 1982 |
| Love Is Forever                                | John Everingham en Keo Sirisomphone                                                       | Michael Landon en Laura Gemser                           | 1983 |
| Amadeus                                        | Wolfgang Amadeus Mozart en Antonio Salieri                                                | Tom Hulce en F. Murray Abraham                           | 1984 |
| Helen Keller: The Miracle Continues            | Helen Keller en Anne Sullivan                                                             | Mare Winningham en Blythe Danner                         | 1984 |
| The Jesse Owens Story (miniserie)              | Jesse Owens                                                                               | Dorian Harewood                                          | 1984 |
| Het dagboek van Anne Frank                     | Otto en Anne Frank                                                                        | Jeroen Krabbé en Jip Wijngaarden                         | 1985 |
| Florence Nightingale                           | Florence Nightingale                                                                      | Jaclyn Smith                                             | 1985 |
| Marie                                          | Marie Ragghianti                                                                          | Sissy Spacek                                             | 1985 |
| Mata Hari                                      | Mata Hari                                                                                 | Sylvia Kristel                                           | 1985 |
| Sid & Nancy                                    | Sid Vicious en Nancy Spungen                                                              | Gary Oldman en Chloe Webb                                | 1986 |
| Caravaggio                                     | Caravaggio                                                                                | Nigel Terry                                              | 1986 |
| The Deliberate Stranger                        | Ted Bundy                                                                                 | Mark Harmon                                              | 1986 |
| Peter the Great (miniserie)                    | Peter de Grote                                                                            | Maximilian Schell, Graham McGrath, Denis DeMarne         | 1986 |
| Veronika                                       | Božena Němcová                                                                            | Jana Hlaváčová                                           | 1986 |
| La Bamba                                       | Ritchie Valens                                                                            | Lou Diamond Phillips                                     | 1987 |
| The Betty Ford Story                           | Betty Ford                                                                                | Gena Rowlands                                            | 1987 |
| Blonde Dolly                                   | Blonde Dolly                                                                              | Hilde Van Mieghem                                        | 1987 |
| The Diary of Anne Frank (miniserie)            | Anne Frank                                                                                | Katharine Schlesinger                                    | 1987 |
| D'Annunzio                                     | Gabriele d'Annunzio                                                                       | Robert Powell                                            | 1987 |
| Intervista (autobiografisch)                   | Federico Fellini                                                                          | Federico Fellini                                         | 1987 |
| The Last Emperor                               | Keizer Pu-Yi                                                                              | John Lone                                                | 1987 |
| Mandela                                        | Nelson Mandela en Winnie Mandela                                                          | Danny Glover en Alfre Woodard                            | 1987 |
| The Accused                                    | Sarah Tobias (gebaseerd op Cheryl Araujo)                                                 | Jodie Foster                                             | 1988 |
| The Attic: The Hiding of Anne Frank            | Anne Frank en Miep Gies                                                                   | Lisa Jacobs en Mary Steenburgen                          | 1988 |
| Bloodsport                                     | Frank W. Dux                                                                              | Jean-Claude Van Damme                                    | 1988 |
| Camille Claudel                                | Camille Claudel                                                                           | Isabelle Adjani                                          | 1988 |
| A Cry in the Dark (Evil Angels)                | Michael Chamberlain en Lindy Chamberlain-Creighton                                        | Sam Neill en Meryl Streep                                | 1988 |
| Gorillas in the Mist                           | Dian Fossey                                                                               | Sigourney Weaver                                         | 1988 |
| Hanna's War                                    | Hanna Szenes                                                                              | Maruschka Detmers                                        | 1988 |
| The Last Temptation of Christ                  | Jezus Christus                                                                            | Willem Dafoe                                             | 1988 |
| Winnie                                         | Winnie Sprockett                                                                          | Meredith Baxter                                          | 1988 |
| A Cry for Help: The Tracey Thurman Story       | Tracey Thurman                                                                            | Nancy McKeon                                             | 1989 |
| Hiver 54, l'Abbé Pierre                        | Abbé Pierre                                                                               | Lambert Wilson                                           | 1989 |
| Murderers among Us: The Simon Wiesenthal Story | Simon Wiesenthal                                                                          | Ben Kingsley                                             | 1989 |
| My Left Foot                                   | Christy Brown                                                                             | Daniel Day-Lewis                                         | 1989 |
| Paganini                                       | Niccolò Paganini                                                                          | Klaus Kinski                                             | 1989 |

## 1990-1999
| Film                                                     | Onderwerp(en)                                                                       | Hoofdrol(len)                                                         | Jaar |
| -------------------------------------------------------- | ----------------------------------------------------------------------------------- | --------------------------------------------------------------------- | ---- |
| Goodfellas                                               | Henry Hill                                                                          | Ray Liotta                                                            | 1990 |
| Too Young to Die?                                        | Amanda Sue Bradley en Billy Canton (gebaseerd op Attina Cannaday en David Gray)     | Juliette Lewis en Brad Pitt                                           | 1990 |
| The Doors                                                | Jim Morrison                                                                        | Val Kilmer                                                            | 1991 |
| Dali                                                     | Salvador Dalí                                                                       | Lorenzo Quinn                                                         | 1991 |
| Isabelle Eberhardt                                       | Isabelle Eberhardt                                                                  | Mathilda May                                                          | 1991 |
| Milena                                                   | Milena Jesenská                                                                     | Valérie Kaprisky                                                      | 1991 |
| A Woman Named Jackie (miniserie)                         | Jackie Kennedy                                                                      | Roma Downey en Sarah Michelle Gellar                                  | 1991 |
| L'Amant                                                  | Protagoniste (gebaseerd op Marguerite Duras)                                        | Jane March                                                            | 1992 |
| Amy Fisher: My Story                                     | Amy Fisher                                                                          | Noelle Parker                                                         | 1992 |
| Chaplin                                                  | Charlie Chaplin                                                                     | Robert Downey jr.                                                     | 1992 |
| Malcolm X                                                | Malcolm X                                                                           | Denzel Washington                                                     | 1992 |
| Hoffa                                                    | Jimmy Hoffa                                                                         | Jack Nicholson                                                        | 1992 |
| Daens                                                    | Adolf Daens                                                                         | Jan Decleir                                                           | 1992 |
| A Woman Scorned: The Betty Broderick Story               | Betty Broderick                                                                     | Meredith Baxter                                                       | 1992 |
| The Amy Fisher Story                                     | Amy Fisher                                                                          | Drew Barrymore                                                        | 1993 |
| Casualties of Love: The "Long Island Lolita" Story       | Amy Fisher en Joey Buttafuoco                                                       | Alyssa Milano en Jack Scalia                                          | 1993 |
| Charlemagne, le Prince à Cheval (miniserie)              | Karel de Grote                                                                      | Christian Brendel                                                     | 1993 |
| Dragon: The Bruce Lee Story                              | Bruce Lee                                                                           | Jason Scott Lee                                                       | 1993 |
| In the Name of the Father                                | Gerry Conlon                                                                        | Daniel Day-Lewis                                                      | 1993 |
| Marilyn & Bobby: Her Final Affair                        | Marilyn Monroe en Bobby Kennedy                                                     | Melody Anderson en James F. Kelly                                     | 1993 |
| Schindler's List                                         | Oskar Schindler                                                                     | Liam Neeson                                                           | 1993 |
| Searching for Bobby Fischer                              | Joshua Waitzkin                                                                     | Max Pomeranc                                                          | 1993 |
| The Secret Life: Jeffrey Dahmer                          | Jeffrey Dahmer                                                                      | Carl Crew                                                             | 1993 |
| What's Love Got to Do with It                            | Tina Turner                                                                         | Angela Bassett                                                        | 1993 |
| Tombstone                                                | Wyat Earp                                                                           | Kurt Russell                                                          | 1993 |
| Amelia Earhart: The Final Flight                         | Amelia Earhart                                                                      | Diane Keaton                                                          | 1994 |
| A Burning Passion: The Margaret Mitchell Story           | Margaret Mitchell                                                                   | Shannen Doherty                                                       | 1994 |
| Ed Wood                                                  | Edward D. Wood jr.                                                                  | Johnny Depp                                                           | 1994 |
| Heavenly Creatures                                       | Pauline Parker en Juliet Hulme                                                      | Melanie Lynskey en Kate Winslet                                       | 1994 |
| Jeanne la Pucelle 1: Les Batailles                       | Jeanne d'Arc                                                                        | Sandrine Bonnaire                                                     | 1994 |
| Jeanne la Pucelle 2: Les Prisons                         | Jeanne d'Arc                                                                        | Sandrine Bonnaire                                                     | 1994 |
| Mrs. Parker and the Vicious Circle                       | Dorothy Parker                                                                      | Jennifer Jason Leigh                                                  | 1994 |
| Nostradamus                                              | Nostradamus                                                                         | Tchéky Karyo                                                          | 1994 |
| La reine Margot                                          | Margaretha van Valois                                                               | Isabelle Adjani                                                       | 1994 |
| Wyat Earp                                                | Wyat Earp                                                                           | Kevin Costner                                                         | 1994 |
| England, My England                                      | Henry Purcell                                                                       | Michael Ball                                                          | 1995 |
| Nixon                                                    | Richard Nixon                                                                       | Anthony Hopkins                                                       | 1995 |
| The O.J. Simpson Story                                   | O.J. Simpson                                                                        | Bobby Hosea                                                           | 1995 |
| Anne no Nikki (animatie)                                 | Anne Frank                                                                          | Rena Takahashi                                                        | 1995 |
| Nefertiti, figlia del sole                               | Nefertiti                                                                           | Michela Rocco di Torrepadula                                          | 1995 |
| Basquiat                                                 | Jean-Michel Basquiat                                                                | Jeffrey Wright                                                        | 1996 |
| Evita                                                    | Eva Perón                                                                           | Madonna                                                               | 1996 |
| I Shot Andy Warhol                                       | Valerie Solanas en Andy Warhol                                                      | Lili Taylor en Jared Harris                                           | 1996 |
| Marquis de Sade                                          | Markies de Sade                                                                     | Nick Mancuso                                                          | 1996 |
| Michael Collins                                          | Michael Collins                                                                     | Liam Neeson                                                           | 1996 |
| Norma Jean & Marilyn                                     | Marilyn Monroe                                                                      | Mira Sorvino, Ashley Judd                                             | 1996 |
| The People vs. Larry Flynt                               | Larry Flynt                                                                         | Woody Harrelson                                                       | 1996 |
| Shine                                                    | David Helfgott                                                                      | Geoffrey Rush                                                         | 1996 |
| Surviving Picasso                                        | Pablo Picasso                                                                       | Anthony Hopkins                                                       | 1996 |
| Anastasia (animatie)                                     | Anastasia                                                                           | Meg Ryan, Kirsten Dunst                                               | 1997 |
| Artemisia                                                | Artemisia Gentileschi                                                               | Valentina Cervi                                                       | 1997 |
| Donnie Brasco                                            | Donnie Brasco                                                                       | Johnny Depp                                                           | 1997 |
| James Dean: Race with Destiny                            | James Dean en Pier Angeli                                                           | Casper Van Dien en Carrie Mitchum                                     | 1997 |
| Mandela and De Klerk                                     | Nelson Mandela en Frederik Willem de Klerk                                          | Sidney Poitier en Michael Caine                                       | 1997 |
| Selena                                                   | Selena                                                                              | Jennifer Lopez                                                        | 1997 |
| Wilde                                                    | Oscar Wilde                                                                         | Stephen Fry                                                           | 1997 |
| Elizabeth                                                | Elizabeth I                                                                         | Cate Blanchett                                                        | 1998 |
| Genghis Khan                                             | Dzjengis Khan                                                                       | Tumen                                                                 | 1998 |
| Lautrec                                                  | Henri de Toulouse-Lautrec                                                           | Regis Royer                                                           | 1998 |
| Love Is the Devil: Study for a Portrait of Francis Bacon | Francis Bacon                                                                       | Derek Jacobi                                                          | 1998 |
| The Man in the Iron Mask                                 | Lodewijk XIV van Frankrijk / Phillippe (gebaseerd op de Man met het ijzeren masker) | Leonardo DiCaprio                                                     | 1998 |
| The Rat Pack                                             | The Rat Pack                                                                        | Ray Liotta, Joe Mantegna, Don Cheadle, Angus Macfadyen, Bobby Slayton | 1998 |
| Anna and the King                                        | Anna Leonowens en koning Rama IV                                                    | Jodie Foster en Chow Yun-Fat                                          | 1999 |
| Boys Don't Cry                                           | Brandon Teena                                                                       | Hilary Swank                                                          | 1999 |
| Cleopatra (miniserie)                                    | Cleopatra VII                                                                       | Leonor Varela                                                         | 1999 |
| Esther                                                   | Ester                                                                               | Louise Lombard                                                        | 1999 |
| Girl, Interrupted                                        | Susanna Kaysen                                                                      | Winona Ryder                                                          | 1999 |
| The Hurricane                                            | Rubin Carter                                                                        | Denzel Washington                                                     | 1999 |
| Introducing Dorothy Dandridge                            | Dorothy Dandridge                                                                   | Halle Berry                                                           | 1999 |
| Joan of Arc (miniserie)                                  | Jeanne d'Arc                                                                        | Leelee Sobieski                                                       | 1999 |
| Man on the Moon                                          | Andy Kaufman                                                                        | Jim Carrey                                                            | 1999 |
| The Messenger: The Story of Joan of Arc                  | Jeanne d'Arc                                                                        | Milla Jovovich                                                        | 1999 |
| Molokai: The Story of Father Damien                      | Pater Damiaan                                                                       | David Wenham                                                          | 1999 |
| October Sky                                              | Homer Hickam                                                                        | Jake Gyllenhaal                                                       | 1999 |
| Rembrandt                                                | Rembrandt van Rijn                                                                  | Klaus Maria Brandauer                                                 | 1999 |

## 2000-2009
| Film                                                       | Onderwerp(en)                                                           | Hoofdrol(len)                                    | Jaar |
| ---------------------------------------------------------- | ----------------------------------------------------------------------- | ------------------------------------------------ | ---- |
| Dark Prince: The True Story of Dracula                     | Vlad Dracula                                                            | Rudolf Martin                                    | 2000 |
| Hendrix                                                    | Jimi Hendrix                                                            | Wood Harris                                      | 2000 |
| Pollock                                                    | Jackson Pollock                                                         | Ed Harris                                        | 2000 |
| Quills                                                     | Markies de Sade                                                         | Geoffrey Rush                                    | 2000 |
| Sade                                                       | Markies de Sade                                                         | Daniel Auteuil                                   | 2000 |
| Scarlet Diva (semi-autobiografisch)                        | Anna Battista (gebaseerd op Asia Argento)                               | Asia Argento en Gloria Pirrocco                  | 2000 |
| Steal This Movie!                                          | Abbie Hoffman                                                           | Vincent D'Onofrio                                | 2000 |
| The Three Stooges                                          | The Three Stooges                                                       | Paul Ben-Victor, Evan Handler en Michael Chiklis | 2000 |
| Ali                                                        | Muhammad Ali                                                            | Will Smith                                       | 2001 |
| Anne Frank: The Whole Story (miniserie)                    | Anne Frank                                                              | Hannah Taylor-Gordon en Ben Kingsley             | 2001 |
| A Beautiful Mind                                           | John Nash en Alicia Nash                                                | Russell Crowe en Jennifer Connelly               | 2001 |
| Blonde (miniserie)                                         | Marilyn Monroe                                                          | Poppy Montgomery en Skye McCole Bartusiak        | 2001 |
| Blow                                                       | George Jung                                                             | Johnny Depp                                      | 2001 |
| James Dean                                                 | James Dean                                                              | James Franco                                     | 2001 |
| Nynke                                                      | Nienke van Hichtum en Pieter Jelles Troelstra                           | Monic Hendrickx en Jeroen Willems                | 2001 |
| Sennen no Koi - Hikaru Genji Monogatari                    | Murasaki Shikibu                                                        | Sayuri Yoshinaga                                 | 2001 |
| Sophie – Sissis kleine Schwester                           | Sophie in Beieren                                                       | Valerie Koch                                     | 2001 |
| Catch Me If You Can                                        | Frank Abagnale Jr.                                                      | Leonardo DiCaprio                                | 2002 |
| Dahmer                                                     | Jeffrey Dahmer                                                          | Jeremy Renner                                    | 2002 |
| Frida                                                      | Frida Kahlo                                                             | Salma Hayek                                      | 2002 |
| The Hours                                                  | Virginia Woolf                                                          | Nicole Kidman                                    | 2002 |
| Last Call                                                  | Frances Kroll, F. Scott Fitzgerald en Zelda Fitzgerald                  | Neve Campbell, Jeremy Irons en Sissy Spacek      | 2002 |
| The Pianist                                                | Władysław Szpilman                                                      | Adrien Brody                                     | 2002 |
| Ted Bundy                                                  | Ted Bundy                                                               | Michael Reilly Burke                             | 2002 |
| Confessions of a Dangerous Mind                            | Chuck Barris                                                            | Sam Rockwell                                     | 2003 |
| Girl with a Pearl Earring                                  | Johannes Vermeer                                                        | Colin Firth                                      | 2003 |
| Imperium: Augustus (miniserie)                             | Augustus                                                                | Peter O'Toole en Benjamin Sadler                 | 2003 |
| Hitler: The Rise of Evil (miniserie)                       | Adolf Hitler                                                            | Robert Carlyle                                   | 2003 |
| Martha, Inc.: The Story of Martha Stewart                  | Martha Stewart                                                          | Cybill Shepherd                                  | 2003 |
| Monster                                                    | Aileen Wuornos                                                          | Charlize Theron                                  | 2003 |
| Paradise Found                                             | Paul Gauguin                                                            | Kiefer Sutherland                                | 2003 |
| Wonderland                                                 | John Holmes                                                             | Val Kilmer                                       | 2003 |
| Alexander                                                  | Alexander de Grote                                                      | Colin Farrell                                    | 2004 |
| The Aviator                                                | Howard Hughes                                                           | Leonardo DiCaprio                                | 2004 |
| Bettie Page: Dark Angel                                    | Bettie Page                                                             | Paige Richards                                   | 2004 |
| Beyond the Sea                                             | Bobby Darin                                                             | Kevin Spacey                                     | 2004 |
| Call Me: The Rise and Fall of Heidi Fleiss                 | Heidi Fleiss                                                            | Jamie-Lynn Sigler                                | 2004 |
| De-Lovely                                                  | Cole Porter                                                             | Kevin Kline                                      | 2004 |
| Diarios de Motocicleta                                     | Che Guevara                                                             | Gael García Bernal                               | 2004 |
| Finding Neverland                                          | J.M. Barrie                                                             | Johnny Depp                                      | 2004 |
| The Hillside Strangler                                     | Kenneth Bianchi en Angelo Buono jr.                                     | C. Thomas Howell en Nicholas Turturro            | 2004 |
| Imperium Nero                                              | Nero                                                                    | Hans Matheson                                    | 2004 |
| Kinsey                                                     | Alfred Kinsey                                                           | Liam Neeson                                      | 2004 |
| Modigliani                                                 | Amadeo Modigliani                                                       | Andy García                                      | 2004 |
| The Mystery of Natalie Wood                                | Natalie Wood                                                            | Justine Waddell                                  | 2004 |
| The Passion of the Christ                                  | Jezus Christus                                                          | James Caviezel                                   | 2004 |
| Ray                                                        | Ray Charles                                                             | Jamie Foxx                                       | 2004 |
| Sissi, l'impératrice rebelle                               | Elisabeth van Oostenrijk                                                | Arielle Dombasle                                 | 2004 |
| Spartacus                                                  | Spartacus                                                               | Goran Višnjić                                    | 2004 |
| Der Untergang                                              | Adolf Hitler                                                            | Bruno Ganz                                       | 2004 |
| Capote                                                     | Truman Capote                                                           | Philip Seymour Hoffman                           | 2005 |
| Cinderella Man                                             | Jim Braddock                                                            | Russell Crowe                                    | 2005 |
| Domino                                                     | Domino Harvey                                                           | Keira Knightley                                  | 2005 |
| Elizabeth I                                                | Elizabeth I                                                             | Helen Mirren                                     | 2005 |
| The Exorcism of Emily Rose                                 | Emily Rose (los gebaseerd op Anneliese Michel)                          | Jennifer Carpenter                               | 2005 |
| Fighting the Odds: The Marilyn Gambrell Story              | Marilyn Gambrell                                                        | Jami Gertz                                       | 2005 |
| Genghis Khan (docudrama)                                   | Dzjengis Khan                                                           | Orgil Makhaan                                    | 2005 |
| Good Night, and Good Luck                                  | Edward R. Murrow                                                        | David Strathairn                                 | 2005 |
| Have No Fear: The Life of Pope John Paul II                | Paus Johannes Paulus II                                                 | Thomas Kretschmann                               | 2005 |
| Imperium: Saint Peter                                      | Petrus de Apostel                                                       | Omar Sharif                                      | 2005 |
| Last Days                                                  | Kurt Cobain                                                             | Michael Pitt                                     | 2005 |
| Melissa P. (semi-biografisch drama)                        | Melissa P. (gebaseerd op Melissa Panarello)                             | María Valverde                                   | 2005 |
| The New World                                              | John Smith en Pocahontas                                                | Colin Farrell en Q'orianka Kilcher               | 2005 |
| The Notorious Bettie Page                                  | Bettie Page                                                             | Gretchen Mol                                     | 2005 |
| Sophie Scholl - die letzten Tage                           | Sophie Scholl en Hans Scholl                                            | Julia Jentsch en Fabian Hinrichs                 | 2005 |
| Walk the Line                                              | Johnny en June Carter Cash                                              | Joaquin Phoenix en Reese Witherspoon             | 2005 |
| The World's Fastest Indian                                 | Burt Munro                                                              | Anthony Hopkins                                  | 2005 |
| The Death of Poe                                           | Edgar Allan Poe                                                         | Mark Redfield                                    | 2006 |
| Factory Girl                                               | Andy Warhol en Edie Sedgewick                                           | Guy Pearce                                       | 2006 |
| Fur                                                        | Diane Arbus                                                             | Nicole Kidman                                    | 2006 |
| Goya's Ghosts                                              | Francisco Goya                                                          | Stellan Skarsgård                                | 2006 |
| Infamous                                                   | Truman Capote                                                           | Toby Jones                                       | 2006 |
| Klimt                                                      | Gustav Klimt                                                            | John Malkovich                                   | 2006 |
| Kronprinz Rudolf                                           | Rudolf van Oostenrijk                                                   | Max von Thun                                     | 2006 |
| The Last King of Scotland                                  | Idi Amin                                                                | Forest Whitaker                                  | 2006 |
| Marie Antoinette                                           | Marie Antoinette van Oostenrijk                                         | Kirsten Dunst                                    | 2006 |
| The Queen                                                  | Elizabeth II                                                            | Helen Mirren                                     | 2006 |
| Raising Jeffrey Dahmer                                     | Jeffrey Dahmer                                                          | Luke Adams en Rusty Sneary                       | 2006 |
| Requiem                                                    | Michaela Klingler (gebaseerd op Anneliese Michel)                       | Sandra Hüller                                    | 2006 |
| Rohtenburg                                                 | Oliver Hartwin (gebaseerd op Armin Meiwes)                              | Thomas Kretschmann                               | 2006 |
| Wild Romance                                               | Herman Brood                                                            | Daniël Boissevain                                | 2006 |
| Zwartboek                                                  | Rachel Rosenthal-Stein / Ellis de Vries (gebaseerd op Esmée van Eeghen) | Carice van Houten                                | 2006 |
| An American Crime                                          | Gertrude Baniszewski en Sylvia Likens                                   | Catherine Keener en Ellen Page                   | 2007 |
| The Anna Nicole Smith Story                                | Anna Nicole Smith                                                       | Willa Ford                                       | 2007 |
| The Assassination of Jesse James by the Coward Robert Ford | Robert Ford en Jesse James                                              | Casey Affleck en Brad Pitt                       | 2007 |
| Becoming Jane                                              | Jane Austen en Thomas Langlois Lefroy                                   | Anne Hathaway en James McAvoy                    | 2007 |
| The Black Cat (Masters of Horror)                          | Edgar Allan Poe                                                         | Jeffrey Combs                                    | 2007 |
| Cleópatra                                                  | Cleopatra VII                                                           | Alessandra Negrini                               | 2007 |
| Control                                                    | Ian Curtis                                                              | Sam Riley                                        | 2007 |
| Elizabeth: The Golden Age                                  | Elizabeth I                                                             | Cate Blanchett                                   | 2007 |
| Eichmann                                                   | Adolf Eichmann en Avner Less                                            | Thomas Kretschmann en Troy Garity                | 2007 |
| Into the Wild                                              | Christopher McCandless                                                  | Emile Hirsch                                     | 2007 |
| Mongol                                                     | Dzjengis Khan                                                           | Tadanobu Asano en Odnyam Odsuren                 | 2007 |
| Nightwatching                                              | Rembrandt van Rijn                                                      | Martin Freeman                                   | 2007 |
| Romulus, My Father                                         | Raimond Gaita                                                           | Kodi Smit-McPhee                                 | 2007 |
| Le Scaphandre et le Papillon                               | Jean-Dominique Bauby                                                    | Mathieu Amalric                                  | 2007 |
| La Vie en Rose                                             | Édith Piaf                                                              | Marion Cotillard                                 | 2007 |
| Zodiac                                                     | Robert Graysmith en Paul Avery                                          | Jake Gyllenhaal en Robert Downey jr.             | 2007 |
| Bathory                                                    | Elisabeth Báthory                                                       | Anna Friel                                       | 2008 |
| The Duchess                                                | Georgiana Cavendish, hertogin van Devonshire                            | Keira Knightley                                  | 2008 |
| Frost/Nixon                                                | David Frost en Richard Nixon                                            | Michael Sheen en Frank Langella                  | 2008 |
| The Other Boleyn Girl                                      | Anne Boleyn en Mary Boleyn                                              | Natalie Portman en Scarlett Johansson            | 2008 |
| Paparazzi Princess: The Paris Hilton Story                 | Paris Hilton                                                            | Amber Hay                                        | 2008 |
| Der Rote Baron                                             | Baron Manfred von Richthofen                                            | Matthias Schweighöfer                            | 2008 |
| Séraphine                                                  | Séraphine de Senlis                                                     | Yolande Moreau                                   | 2008 |
| Valkyrie                                                   | Claus Schenk von Stauffenberg                                           | Tom Cruise                                       | 2008 |
| Yip Man                                                    | Yip Man                                                                 | Donnie Yen                                       | 2008 |
| Ágora                                                      | Hypatia                                                                 | Rachel Weisz                                     | 2009 |
| Amelia                                                     | Amelia Earhart                                                          | Hilary Swank                                     | 2009 |
| Anne Frank: Mijn beste vriendin (Mi ricordo Anna Frank)    | Anne Frank en Hanneli Goslar                                            | Rosabell Laurenti Sellers en Panna Szurdi        | 2009 |
| Bobby Fischer Live                                         | Bobby Fischer                                                           | Damian Chapa en Luke O'Brien                     | 2009 |
| By the Will of Genghis Khan                                | Dzjengis Khan                                                           | Eduard Ondar                                     | 2009 |
| Coco avant Chanel                                          | Coco Chanel                                                             | Audrey Tautou                                    | 2009 |
| Creation                                                   | Charles en Emma Darwin                                                  | Paul Bettany en Jennifer Connelly                | 2009 |
| Held Hostage                                               | Michelle Ramskill-Estey                                                 | Julie Benz                                       | 2009 |
| Into the Storm                                             | Winston Churchill                                                       | Brendan Gleeson                                  | 2009 |
| Milk                                                       | Harvey Milk                                                             | Sean Penn                                        | 2009 |
| Romy                                                       | Romy Schneider                                                          | Jessica Schwarz                                  | 2009 |
| Sisi (miniserie)                                           | Elisabeth van Oostenrijk en Frans Jozef I van Oostenrijk                | Cristiana Capotondi en David Rott                | 2009 |
| The Countess                                               | Elisabeth Báthory                                                       | Julie Delpy                                      | 2009 |
| The Diary of Anne Frank (miniserie)                        | Anne Frank                                                              | Ellie Kendrick                                   | 2009 |
| The Young Victoria                                         | Victoria                                                                | Emily Blunt                                      | 2009 |

## 2010-2019
| Film                                                                   | Onderwerp(en)                                                                            | Hoofdrol(len) | Jaar |
| ---------------------------------------------------------------------- | ---------------------------------------------------------------------------------------- | --- | ---- |
| Bruce Lee, My Brother                                                  | Bruce Lee                                                                                | Aarif Rahman | 2010 |
| Gainsbourg (Vie Héroïque)                                              | Serge Gainsbourg en Jane Birkin                                                          | Eric Elmosnino en Lucy Gordon                                                                                      | 2010 |
| Nowhere Boy                                                            | John Lennon                                                                              | Aaron Taylor-Johnson                                                                                               | 2010 |
| The Runaways                                                           | Joan Jett en Cherie Currie                                                               | Kristen Stewart en Dakota Fanning                                                                                  | 2010 |
| Sant'Agostino (Augustine: The Decline of the Roman Empire) (miniserie) | Augustinus van Hippo                                                                     | Alessandro Preziosi en Franco Nero                                                                                 | 2010 |
| The Social Network                                                     | Mark Zuckerberg                                                                          | Jesse Eisenberg | 2010 |
| Trópico de Sangre                                                      | Gezusters Mirabal                                                                        | Michelle Rodríguez, Luchy Estevez, Sharlene Taulé, Celines Toribio                                                 | 2010 |
| Vénus Noire                                                            | Saartjie Baartman                                                                        | Yahima Torres | 2010 |
| Amanda Knox: Murder on Trial in Italy                                  | Amanda Knox                                                                              | Hayden Panettiere                                                                                                  | 2011 |
| Anneliese: The Exorcist Tapes                                          | Anneliese Michel                                                                         | Nikki Muller | 2011 |
| Beate Uhse - Das Recht auf Liebe                                       | Beate Uhse                                                                               | Franka Potente | 2011 |
| Black Butterflies                                                      | Ingrid Jonker                                                                            | Carice van Houten                                                                                                  | 2011 |
| The Dirty Picture                                                      | Reshma/Silk (gebaseerd op Silk Smitha)                                                   | Vidya Balan | 2011 |
| The Iron Lady                                                          | Margaret Thatcher                                                                        | Meryl Streep | 2011 |
| J. Edgar                                                               | J. Edgar Hoover                                                                          | Leonardo DiCaprio                                                                                                  | 2011 |
| Jeanne Captive                                                         | Jeanne d'Arc                                                                             | Clémence Poésy | 2011 |
| My Little Princess                                                     | Hanna en Violetta Giurgiu (gebaseerd op Irina en Eva Ionesco)                            | Isabelle Huppert en Anamaria Vartolomei                                                                            | 2011 |
| My Week with Marilyn                                                   | Marilyn Monroe en Laurence Olivier                                                       | Michelle Williams en Kenneth Branagh                                                                               | 2011 |
| Rembrandt en Ik (miniserie)                                            | Rembrandt van Rijn, Jan Lievens, Saskia van Uylenburgh, Govert Flinck, Cornelia van Rijn | Michiel Romeyn, Dragan Bakema, Bram Van der Heijden, Sophie van Winden, René van Zinnicq Bergman, Sigrid ten Napel | 2011 |
| Soul Surfer                                                            | Bethany Hamilton                                                                         | AnnaSophia Robb | 2011 |
| William and Kate                                                       | William, hertog van Cambridge en Catherine Middleton                                     | Nico Evers-Swindell en Camilla Luddington                                                                          | 2011 |
| Hannah Arendt                                                          | Hannah Arendt                                                                            | Barbara Sukowa en Friederike Becht                                                                                 | 2012 |
| Hemingway & Gellhorn                                                   | Ernest Hemingway en Martha Gellhorn                                                      | Clive Owen en Nicole Kidman                                                                                        | 2012 |
| Joshua Tree, 1951: A Portrait of James Dean                            | James Dean                                                                               | James Preston | 2012 |
| Lincoln                                                                | Abraham Lincoln                                                                          | Daniel Day-Lewis                                                                                                   | 2012 |
| Liz & Dick                                                             | Elizabeth Taylor en Richard Burton                                                       | Lindsay Lohan en Grant Bowler                                                                                      | 2012 |
| The Raven                                                              | Edgar Allan Poe                                                                          | John Cusack | 2012 |
| Rommel                                                                 | Erwin Rommel                                                                             | Ulrich Tukur | 2012 |
| Toussaint Louverture                                                   | Toussaint Louverture                                                                     | Jimmy Jean-Louis                                                                                                   | 2012 |
| Underground: The Julian Assange Story                                  | Julian Assange en rechercheur Ken Roberts                                                | Alex Williams en Anthony LaPaglia                                                                                  | 2012 |
| Freddy, Leven in de Brouwerij                                          | Freddy Heineken                                                                          | Thom Hoffman | 2013 |
| Jimi: All Is by My Side                                                | Jimi Hendrix                                                                             | André 3000 | 2013 |
| Jobs                                                                   | Steve Jobs                                                                               | Ashton Kutcher | 2013 |
| Karl der Große (miniserie)                                             | Karel de Grote                                                                           | Alexander Wüst | 2013 |
| Lovelace                                                               | Linda Lovelace                                                                           | Amanda Seyfried | 2013 |
| Mandela: Long Walk to Freedom                                          | Nelson Mandela                                                                           | Idris Elba | 2013 |
| Marina                                                                 | Rocco Granata                                                                            | Matteo Simoni | 2013 |
| One Chance                                                             | Paul Potts                                                                               | James Corden | 2013 |
| Philomena                                                              | Philomena Lee                                                                            | Judi Dench en Sophie Kennedy Clark                                                                                 | 2013 |
| The Railway Man                                                        | Eric Lomax                                                                               | Colin Firth en Jeremy Irvine                                                                                       | 2013 |
| Rush                                                                   | James Hunt en Niki Lauda                                                                 | Chris Hemsworth en Daniel Brühl                                                                                    | 2013 |
| Tula: The Revolt                                                       | Tula                                                                                     | Obi Abili | 2013 |
| Violette                                                               | Violette Leduc                                                                           | Emmanuelle Devos                                                                                                   | 2013 |
| The Wolf of Wall Street                                                | Jordan Belfort                                                                           | Leonardo DiCaprio                                                                                                  | 2013 |
| Aaliyah: The Princess of R&B                                           | Aaliyah                                                                                  | Alexandra Shipp | 2014 |
| American Sniper                                                        | Chris Kyle                                                                               | Bradley Cooper | 2014 |
| Dracula Untold                                                         | Vlad Dracula                                                                             | Luke Evans | 2014 |
| Effie Gray                                                             | Effie Gray en John Ruskin                                                                | Elle Fanning en Greg Wise                                                                                          | 2014 |
| Fleming: The Man Who Would Be Bond (miniserie)                         | Ian Fleming                                                                              | Dominic Cooper | 2014 |
| Francesco (miniserie)                                                  | Franciscus van Assisi                                                                    | Mateusz Kościukiewicz                                                                                              | 2014 |
| Grace of Monaco                                                        | Grace Kelly                                                                              | Nicole Kidman | 2014 |
| The Imitation Game                                                     | Alan Turing                                                                              | Benedict Cumberbatch                                                                                               | 2014 |
| Incompresa (semi-autobiografisch)                                      | Aria (gebaseerd op Asia Argento)                                                         | Giulia Salerno | 2014 |
| Katherine of Alexandria                                                | Catharina van Alexandrië                                                                 | Nicole Cernat | 2014 |
| Kenau                                                                  | Kenau Simonsdochter Hasselaer                                                            | Monic Hendrickx | 2014 |
| Kill the Messenger                                                     | Gary Webb                                                                                | Jeremy Renner | 2014 |
| Lizzie Borden Took an Ax                                               | Lizzie Borden                                                                            | Christina Ricci | 2014 |
| The Lost Honour of Christopher Jefferies (miniserie)                   | Christopher Jefferies                                                                    | Jason Watkins | 2014 |
| Lucia de B.                                                            | Lucia de Berk                                                                            | Ariane Schluter | 2014 |
| Mr. Turner                                                             | J.M.W. Turner                                                                            | Timothy Spall | 2014 |
| Pasolini                                                               | Pier Paolo Pasolini                                                                      | Willem Dafoe | 2014 |
| Pawn Sacrifice                                                         | Bobby Fischer                                                                            | Tobey Maguire | 2014 |
| Selma                                                                  | Martin Luther King                                                                       | David Oyelowo | 2014 |
| Son of God                                                             | Jezus Christus                                                                           | Diogo Morgado | 2014 |
| The Theory of Everything                                               | Stephen Hawking                                                                          | Eddie Redmayne | 2014 |
| Wild                                                                   | Cheryl Strayed                                                                           | Reese Witherspoon                                                                                                  | 2014 |
| Abzurdah                                                               | Cielo Latini                                                                             | China Suárez | 2015 |
| Bloed, zweet & tranen                                                  | André Hazes                                                                              | Martijn Fischer | 2015 |
| Experimenter: The Stanley Milgram Story                                | Stanley Milgram                                                                          | Peter Sarsgaard | 2015 |
| Joan of Arc: God's Warrior (docudrama)                                 | Jeanne d'Arc                                                                             | Georgia Tennant | 2015 |
| Legend                                                                 | Ron en Reggie Kray                                                                       | Tom Hardy | 2015 |
| Life                                                                   | Dennis Stock en James Dean                                                               | Robert Pattinson en Dane DeHaan                                                                                    | 2015 |
| The Lizzie Borden Chronicles (miniserie)                               | Lizzie Borden                                                                            | Christina Ricci | 2015 |
| Meine Tochter Anne Frank                                               | Otto en Anne Frank                                                                       | Götz Schubert en Mala Emde                                                                                         | 2015 |
| Michiel de Ruyter                                                      | Michiel de Ruyter                                                                        | Frank Lammers | 2015 |
| The Price of Desire                                                    | Eileen Gray en Le Corbusier                                                              | Orla Brady en Vincent Perez                                                                                        | 2015 |
| Queen of the Desert                                                    | Gertrude Bell                                                                            | Nicole Kidman | 2015 |
| The Revenant                                                           | Hugh Glass                                                                               | Leonardo DiCaprio                                                                                                  | 2015 |
| The Secret Life of Marilyn Monroe (miniserie)                          | Marilyn Monroe                                                                           | Kelli Garner, Ella Allan                                                                                           | 2015 |
| A Tale of Love and Darkness                                            | Fania Oz                                                                                 | Natalie Portman | 2015 |
| Woman in Gold                                                          | Maria Altmann                                                                            | Helen Mirren en Tatiana Maslany                                                                                    | 2015 |
| Anthropoid                                                             | Jan Kubiš en Jozef Gabčík                                                                | Jamie Dornan en Cillian Murphy                                                                                     | 2016 |
| Een Echte Vermeer                                                      | Han van Meegeren                                                                         | Jeroen Spitzenberger                                                                                               | 2016 |
| The Founder                                                            | Ray Kroc, Mac en Dick McDonald                                                           | Michael Keaton, Nick Offerman en John Carroll Lynch                                                                | 2016 |
| Hacksaw Ridge                                                          | Desmond T. Doss                                                                          | Andrew Garfield | 2016 |
| Hidden Figures                                                         | Katherine Johnson, Dorothy Vaughan en Mary Jackson                                       | Taraji P. Henson, Octavia Spencer en Janelle Monáe                                                                 | 2016 |
| Jackie                                                                 | Jackie Kennedy                                                                           | Natalie Portman | 2016 |
| Lída Baarová                                                           | Lída Baarová                                                                             | Táňa Pauhofová | 2016 |
| Lion                                                                   | Saroo Brierley                                                                           | Dev Patel en Sunny Pawar                                                                                           | 2016 |
| The Lost City of Z                                                     | Percival Fawcett                                                                         | Charlie Hunnam | 2016 |
| Nelly                                                                  | Nelly Arcan                                                                              | Mylène Mackay | 2016 |
| Nina                                                                   | Nina Simone                                                                              | Zoe Saldana | 2016 |
| Race                                                                   | Jesse Owens                                                                              | Stephan James | 2016 |
| Riphagen (miniserie)                                                   | Dries Riphagen                                                                           | Jeroen van Koningsbrugge                                                                                           | 2016 |
| Snowden                                                                | Edward Snowden                                                                           | Joseph Gordon-Levitt                                                                                               | 2016 |
| A Street Cat Named Bob                                                 | James Bowen en Bob the Cat                                                               | Luke Treadaway en Bob the Cat                                                                                      | 2016 |
| Southside with You                                                     | Barack Obama en Michelle Robinson                                                        | Parker Sawyers en Tika Sumpter                                                                                     | 2016 |
| Das Tagebuch der Anne Frank                                            | Anne Frank                                                                               | Lea van Acken | 2016 |
| All Eyez on Me                                                         | Tupac Shakur                                                                             | Demetrius Shipp Jr.                                                                                                | 2017 |
| All the Money in the World                                             | John Paul Getty III, Gail Harris en John Paul Getty                                      | Charlie Plummer, Michelle Williams en Christopher Plummer                                                          | 2017 |
| American Made                                                          | Barry Seal                                                                               | Tom Cruise | 2017 |
| La Consolation                                                         | Flavie Flament                                                                           | Émilie Dequenne en Lou Gable                                                                                       | 2017 |
| Darkest Hour                                                           | Winston Churchill                                                                        | Gary Oldman | 2017 |
| From Straight A's to XXX                                               | Miriam Weeks alias Belle Knox                                                            | Haley Pullos | 2017 |
| HHhH                                                                   | Reinhard Heydrich, Jan Kubiš en Jozef Gabčík                                             | Jason Clarke, Jack O'Connell, Jack Reynor                                                                          | 2017 |
| I, Tonya                                                               | Tonya Harding                                                                            | Margot Robbie | 2017 |
| Jungle                                                                 | Yossi Ghinsberg                                                                          | Daniel Radcliffe                                                                                                   | 2017 |
| Last Rampage: The Escape of Gary Tison                                 | Gary Tison en Randy Greenawalt                                                           | Robert Patrick en Chris Browning                                                                                   | 2017 |
| Loving Pablo                                                           | Pablo Escobar en Virginia Vallejo                                                        | Javier Bardem en Penélope Cruz                                                                                     | 2017 |
| Loving Vincent                                                         | Armand Roulin en Vincent van Gogh                                                        | Douglas Booth en Robert Gulaczyk                                                                                   | 2017 |
| Maria Theresia (miniserie)                                             | Maria Theresia van Oostenrijk                                                            | Marie-Luise Stockinger                                                                                             | 2017 |
| Mary Shelley                                                           | Mary Shelley en Percy Bysshe Shelley                                                     | Elle Fanning en Douglas Booth                                                                                      | 2017 |
| Megan Leavey                                                           | Megan Leavey                                                                             | Kate Mara | 2017 |
| Molly's Game                                                           | Molly Bloom                                                                              | Jessica Chastain                                                                                                   | 2017 |
| The Most Hated Woman in America                                        | Madalyn Murray O'Hair                                                                    | Melissa Leo | 2017 |
| My Friend Dahmer                                                       | Jeffrey Dahmer                                                                           | Ross Lynch | 2017 |
| Oscar Pistorius: Blade Runner Killer                                   | Oscar Pistorius en Reeva Steenkamp                                                       | Andreas Damm en Toni Garrn                                                                                         | 2017 |
| La Promesse de l'Aube                                                  | Romain Gary                                                                              | Pierre Niney | 2017 |
| Stronger                                                               | Jeff Bauman                                                                              | Jake Gyllenhaal | 2017 |
| At Eternity's Gate                                                     | Vincent van Gogh en Paul Gauguin                                                         | Willem Dafoe en Oscar Isaac                                                                                        | 2018 |
| Bohemian Rhapsody                                                      | Queen                                                                                    | Rami Malek, Gwilym Lee, Joseph Mazzello en Ben Hardy                                                               | 2018 |
| Boy Erased                                                             | Jared Eamons                                                                             | Lucas Hedges | 2018 |
| De Dirigent                                                            | Antonia Brico                                                                            | Christanne de Bruijn                                                                                               | 2018 |
| Green Book                                                             | Tony Lip en Don Shirley                                                                  | Viggo Mortensen en Mahershala Ali                                                                                  | 2018 |
| Harry & Meghan: A Royal Romance                                        | Harry van Sussex en Meghan Markle                                                        | Murray Fraser en Parisa Fitz-Henley                                                                                | 2018 |
| Jeremiah Terminator LeRoy                                              | Savannah Knoop/JT LeRoy                                                                  | Kristen Stewart | 2018 |
| Lizzie                                                                 | Lizzie Borden                                                                            | Chloë Sevigny | 2018 |
| The White Crow                                                         | Rudolf Nureyev                                                                           | Oleg Ivenko | 2018 |
| Gotti                                                                  | John Gotti                                                                               | John Travolta | 2018 |
| Mrs. Wilson                                                            | Alison Wilson                                                                            | Ruth Wilson | 2018 |
| Stan & Ollie                                                           | Laurel en Hardy                                                                          | Steve Coogan en John C. Reilly                                                                                     | 2018 |
| Beautiful Boy                                                          | David Sheff en Nic Sheff                                                                 | Steve Carell, Timothée Chalamet en Jack Dylan Grazer                                                               | 2018 |
| BlacKkKlansman                                                         | Ron Stallworth                                                                           | John David Washington                                                                                              | 2018 |
| Colette                                                                | Colette                                                                                  | Keira Knightley | 2018 |
| The Mercy                                                              | Donald Crowhurst                                                                         | Colin Firth | 2018 |
| My Dinner with Hervé                                                   | Danny Tate en Hervé Villechaize                                                          | Jamie Dornan en Peter Dinklage                                                                                     | 2018 |
| Redbad                                                                 | Radboud (koning)                                                                         | Gijs Naber | 2018 |
| Unga Astrid                                                            | Astrid Lindgren                                                                          | Alba August | 2018 |
| Vice                                                                   | Dick Cheney                                                                              | Christian Bale | 2018 |
| 53 Days: The Abduction of Mary Stauffer                                | Mary Stauffer en Beth Stauffer                                                           | Alyson Hannigan en Daphne Hoskins                                                                                  | 2019 |
| Bombshell                                                              | Gretchen Carlson en Megyn Kelly                                                          | Nicole Kidman en Charlize Theron                                                                                   | 2019 |
| Brexit: The Uncivil War                                                | Dominic Cummings                                                                         | Benedict Cumberbatch                                                                                               | 2019 |
| Extremely Wicked, Shockingly Evil and Vile                             | Ted Bundy                                                                                | Zac Efron | 2019 |
| Ford v Ferrari                                                         | Carroll Shelby en Ken Miles                                                              | Matt Damon en Christian Bale                                                                                       | 2019 |
| Harry & Meghan: Becoming Royal                                         | Harry van Sussex en Meghan Markle                                                        | Charlie Field en Tiffany Smith                                                                                     | 2019 |
| The Haunting of Sharon Tate                                            | Sharon Tate                                                                              | Hilary Duff | 2019 |
| The Irishman                                                           | Frank Sheeran                                                                            | Robert De Niro | 2019 |
| Jeanne                                                                 | Jeanne d'Arc                                                                             | Lise Leplat Prudhomme                                                                                              | 2019 |
| Judy                                                                   | Judy Garland                                                                             | Renée Zellweger | 2019 |
| Just Mercy                                                             | Bryan Stevenson en Walter McMillian                                                      | Michael B. Jordan en Jamie Foxx                                                                                    | 2019 |
| Kurier                                                                 | Jan Nowak-Jeziorański                                                                    | Philippe Tłokiński                                                                                                 | 2019 |
| Ride like a Girl                                                       | Michelle Payne                                                                           | Teresa Palmer | 2019 |
| Rocketman                                                              | Elton John                                                                               | Taron Egerton | 2019 |
| Seberg                                                                 | Jean Seberg                                                                              | Kristen Stewart | 2019 |
| Tolkien                                                                | J.R.R. Tolkien                                                                           | Nicholas Hoult en Lily Collins                                                                                     | 2019 |
| Tomiris                                                                | Tomyris van de Massageten en Cyrus II de Grote                                           | Almira Tursyn en Ghassan Massoud                                                                                   | 2019 |
| True History of the Kelly Gang                                         | Ned Kelly                                                                                | George MacKay en Orlando Schwerdt                                                                                  | 2019 |

## 2020-2029
| Film                                                               | Onderwerp(en)                                                   | Hoofdrol(len)                                                                  | Jaar |
| ------------------------------------------------------------------ | --------------------------------------------------------------- | ------------------------------------------------------------------------------ | ---- |
| Aline                                                              | Aline Dieu (gebaseerd op Céline Dion)                           | Valérie Lemercier                                                              | 2020 |
| Ammonite                                                           | Mary Anning en Charlotte Murchison                              | Kate Winslet en Saoirse Ronan                                                  | 2020 |
| Big Boys Don't Cry                                                 | Paul Connolly                                                   | Michael Socha                                                                  | 2020 |
| Blackjack: The Jackie Ryan Story                                   | Jackie Ryan                                                     | Greg Finley                                                                    | 2020 |
| Capone                                                             | Al Capone                                                       | Tom Hardy                                                                      | 2020 |
| Chhapaak                                                           | Malti Aggarwal                                                  | Deepika Padukone                                                               | 2020 |
| De Gaulle                                                          | Charles de Gaulle                                               | Lambert Wilson                                                                 | 2020 |
| Enfant Terrible                                                    | Rainer Werner Fassbinder                                        | Oliver Masucci                                                                 | 2020 |
| Das Geheimnis der Freiheit                                         | Berthold Beitz en Golo Mann                                     | Sven-Eric Bechtolf en Edgar Selge                                              | 2020 |
| Last Call                                                          | Dylan Thomas                                                    | Rhys Ifans                                                                     | 2020 |
| Havel                                                              | Václav Havel                                                    | Viktor Dvorák                                                                  | 2020 |
| Gunjan Saxena: The Kargil Girl                                     | Gunjan Saxena                                                   | Janhvi Kapoor                                                                  | 2020 |
| The Glorias                                                        | Gloria Steinem                                                  | Julianne Moore, Alicia Vikander, Lulu Wilson en Ryan Kira Armstrong            | 2020 |
| I.M. (miniserie)                                                   | Connie Palmen en Ischa Meijer                                   | Wende Snijders en Ramsey Nasr                                                  | 2020 |
| Iki Gözüm Ahmet                                                    | Ahmet Kaya                                                      | Ozgur Tuzer                                                                    | 2020 |
| Ironbark                                                           | Greville Wynne                                                  | Benedict Cumberbatch                                                           | 2020 |
| Louis van Beethoven                                                | Ludwig van Beethoven                                            | Tobias Moretti, Anselm Bresgott en Colin Pütz                                  | 2020 |
| Mank                                                               | Herman J. Mankiewicz                                            | Gary Oldman                                                                    | 2020 |
| Minamata                                                           | W. Eugene Smith                                                 | Johnny Depp                                                                    | 2020 |
| Percy                                                              | Percy Schmeiser                                                 | Christopher Walken                                                             | 2020 |
| Resistance                                                         | Marcel Marceau                                                  | Jesse Eisenberg                                                                | 2020 |
| Safety                                                             | Ray-Ray McElrathbey                                             | Jay Reeves                                                                     | 2020 |
| Self Made: Inspired by the Life of Madam C.J. Walker (miniserie)   | Madam C. J. Walker                                              | Octavia Spencer                                                                | 2020 |
| Sergio                                                             | Sérgio Vieira de Mello en Carolina Larriera                     | Wagner Moura en Ana de Armas                                                   | 2020 |
| Shakuntala Devi                                                    | Shakuntala Devi                                                 | Vidya Balan                                                                    | 2020 |
| Shirley                                                            | Shirley Jackson                                                 | Elisabeth Moss                                                                 | 2020 |
| Tesla                                                              | Nikola Tesla                                                    | Ethan Hawke                                                                    | 2020 |
| Street Survivors: The True Story of the Lynyrd Skynyrd Plane Crash | Lynyrd Skynyrd                                                  | Ian Shultis, Taylor Clift, Samuel Kay Forrest, Rich Dally III, Lelia Symington | 2020 |
| Stardust                                                           | David Bowie                                                     | Johnny Flynn                                                                   | 2020 |
| Tove                                                               | Tove Jansson                                                    | Alma Pöysti                                                                    | 2020 |
| Volevo Nascondermi                                                 | Antonio Ligabue                                                 | Elio Germano                                                                   | 2020 |
| Vores Mand i Amerika                                               | Henrik Kauffmann                                                | Ulrich Thomsen                                                                 | 2020 |
| American Traitor: The Trial of Axis Sally                          | Mildred Elizabeth Gillars (Axis Sally)                          | Meadow Williams                                                                | 2021 |
| Benedetta                                                          | Benedetta Carlini                                               | Virginie Efira en Elena Plonka                                                 | 2021 |
| Benediction                                                        | Siegfried Sassoon                                               | Jack Lowden                                                                    | 2021 |
| Being the Ricardos                                                 | Lucille Ball en Desi Arnaz                                      | Nicole Kidman en Javier Bardem                                                 | 2021 |
| Charlotte (animatie)                                               | Charlotte Salomon                                               | Keira Knightley en Marion Cotillard                                            | 2021 |
| The Dig                                                            | Basil Brown en Edith Pretty                                     | Ralph Fiennes en Carey Mulligan                                                | 2021 |
| Eiffel                                                             | Gustave Eiffel                                                  | Romain Duris                                                                   | 2021 |
| House of Gucci                                                     | Patrizia Reggiani en Maurizio Gucci                             | Lady Gaga en Adam Driver                                                       | 2021 |
| Judas and the Black Messiah                                        | Fred Hampton en Bill O'Neal                                     | Daniel Kaluuya en Lakeith Stanfield                                            | 2021 |
| King Richard                                                       | Richard Williams, Venus en Serena Williams                      | Will Smith, Saniyya Sidney en Demi Singleton                                   | 2021 |
| Madame Claude                                                      | Madame Claude                                                   | Karole Rocher                                                                  | 2021 |
| The Mauritanian                                                    | Mohamedou Ould Slahi en Nancy Hollander                         | Tahar Rahim en Jodie Foster                                                    | 2021 |
| Mijn beste vriendin Anne Frank                                     | Anne Frank en Hannah Goslar                                     | Aiko Beemsterboer en Josephine Arendsen                                        | 2021 |
| Respect                                                            | Aretha Franklin                                                 | Jennifer Hudson                                                                | 2021 |
| Salt-n-Pepa                                                        | Salt-n-Pepa                                                     | Laila Odom en G.G. Townson                                                     | 2021 |
| Spencer                                                            | Diana Spencer                                                   | Kristen Stewart                                                                | 2021 |
| The United States vs. Billie Holiday                               | Billie Holiday                                                  | Andra Day                                                                      | 2021 |
| Untold: The Back & Forth Story                                     | Aaliyah                                                         | Kaliyah Foster-Gaulin                                                          | 2021 |
| De veroordeling                                                    | Bas Haan                                                        | Fedja van Huêt                                                                 | 2021 |
| Wendy Williams: The Movie                                          | Wendy Williams                                                  | Ciera Payton                                                                   | 2021 |
| Where Is Anne Frank (animatie)                                     | Anne Frank                                                      | Emily Carey en Ruby Stokes                                                     | 2021 |
| Blonde                                                             | Marilyn Monroe                                                  | Ana de Armas                                                                   | 2022 |
| Corsage                                                            | Elisabeth van Oostenrijk                                        | Vicky Krieps                                                                   | 2022 |
| Devotion                                                           | Tom Hudner en Jesse Brown                                       | Glen Powell en Jonathan Majors                                                 | 2022 |
| Emily                                                              | Emily Brontë                                                    | Emma Mackey                                                                    | 2022 |
| Elvis                                                              | Elvis Presley en Colonel Tom Parker                             | Austin Butler en Tom Hanks                                                     | 2022 |
| Grutte Pier                                                        | Pier Gerlofs Donia (Grutte Pier)                                | Milan van Weelden                                                              | 2022 |
| I Wanna Dance with Somebody                                        | Whitney Houston                                                 | Naomi Ackie                                                                    | 2022 |
| Padre Pio                                                          | Francesco Forgione (Pater Pio)                                  | Shia LaBeouf                                                                   | 2022 |
| Piece of My Heart                                                  | Olga van Heemst (gebaseerd op Olga de Haas)                     | Roos Englebert                                                                 | 2022 |
| Vera                                                               | Vera Gemma                                                      | Vera Gemma                                                                     | 2022 |
| Jeanne du Barry                                                    | Madame du Barry en Lodewijk XV van Frankrijk                    | Maïwenn en Johnny Depp                                                         | 2023 |
| Lee                                                                | Lee Miller                                                      | Kate Winslet                                                                   | 2023 |
| Maestro                                                            | Leonard Bernstein en Felicia Montealerge                        | Bradley Cooper en Carey Mulligan                                               | 2023 |
| Oppenheimer                                                        | Robert Oppenheimer                                              | Cillian Murphy                                                                 | 2023 |
| The Fabelmans (semi-autobiografisch)                               | Sammy Fabelman (gebaseerd op Steven Spielberg)                  | Gabriel LaBelle en Mateo Zoryan                                                | 2023 |
| Toen ik je zag                                                     | Esther en Bastiaan (gebaseerd op Isa Hoes en Antonie Kamerling) | Noortje Herlaar en Egbert-Jan Weeber                                           | 2023 |
| De Vuurlinie                                                       | Marco Kroon                                                     | Waldemar Torenstra                                                             | 2023 |
| Widow Clicquot                                                     | Barbe-Nicole Ponsardin Clicquot                                 | Haley Bennett                                                                  | 2023 |
| Wildcat                                                            | Flannery O'Connor                                               | Maya Hawke                                                                     | 2023 |
| Back to Black                                                      | Amy Winehouse                                                   | Marisa Abela                                                                   | 2024 |
| Better Man                                                         | Robbie Williams                                                 | Robbie Williams (stem) en Jonno Davies                                         | 2024 |
| Maria                                                              | Maria Callas                                                    | Angelina Jolie                                                                 | 2024 |
| Maria                                                              | Maria Schneider                                                 | Anamaria Vartolomei                                                            | 2024 |
| Winner                                                             | Reality Winner                                                  | Emilia Jones                                                                   | 2024 |